# سلام سلام!
سلام سلام! (انگلیسی: Salaam Namaste) یک فیلم هندی در سبک کمدی و رمانتیک محصول سال ۲۰۰۵ است.

## خلاصه داستان
آمبر پريتي زينتا گوينده ي راديويي برنامه ي سلام سلام است و نيك سيف علي خان سرآشپز رستورانِ بدون معطلي است.نيك به برنامه دعوت ميشود اما در برنامه حاضر نميشود و اين موضوع آمبر را به شدت عصباني ميكند و باعث شروع يك جنگ بين اين دو نفر ميشود.
داستان از جايي شروع ميشود كه آمبر به مراسم عروسي دوستش ميرود و نيك آشپز مراسم است.اين دو كه تا به حال يكديگر را نديده اند به هم علاقه مند ميشوند و بعد از كشمكش هاي فراوان تصميم به زندگي در كنار هم ميگيرند اما مدتي بعد آمبر باردار ميشود و نيك از او ميخواهد كه سقط جنين كند اما آمبر اين كار را نميكند و...